# Rocky Harbour
Ne doit pas être confondu avec Rock Harbour.
Rocky Harbour est une municipalité (Town) de l'ouest de Terre-Neuve située sur les rives de la Bonne Baie. La municipalité est située au centre du parc national du Gros-Morne.
En 2022, le dernier événement Come Home Year a pris place à Rocky Harbour afin de restaurer le tourisme dans la région à la suite de la pandémie COVID-19 et pour inviter les Terre-Neuviens en dehors de la province d'y visiter et commémorer. 
Le 30 septembre 2023, le premier événement « Storytelling » a eu lieu au restaurant Buoy & Arrow. Cet événement, réalisé par de nombreux citoyens de la municipalité, cède l’estrade à divers « Story Tellers » d’origine pour raconter à leur auditoire des histoires épiques du peuple terre-neuvien. 